# クリス松村の音楽処方箋
『クリス松村の音楽処方箋』（クリスまつむらのおんがくしょほうせん）は、NHKラジオ第1放送で2015年3月30日から2018年3月19日まで放送されていた音楽番組である。

## 概要
番組はタレントで、音楽通としても知られるクリス松村をディスクジョッキーに迎え、毎回ゲストとともに、リスナーから寄せられた悩み相談に応え乍ら、松村の音楽の見識の深さからその悩みを抱えるリスナーにピッタリ合う音楽を選曲するというものである。
テーマ曲はチャック・マンジョーネ「フィール・ソー・グッド」。

## 放送時間
- 毎週月曜 21:05 - 21:55 (2017年3月までは20:05 - 20:55)[2]

## ゲスト
1. なし（クリス単独出演）
2. 紫吹淳（俳優・元宝塚歌劇団）
3. 藤澤ノリマサ（シンガーソングライター）
4. 田口壮（NHK BS1専属プロ野球解説者）
5. 三枝成彰（音楽家）
6. 古内東子（シンガーソングライター）
7. マルシア（ミュージカル女優・歌手）
8. 加藤登紀子（シンガーソングライター）
9. 大鶴義丹（俳優）
10. 池上季実子（俳優）
11. 内藤理沙（俳優・タレント）
12. SHELLY（タレント）
13. 森口博子（歌手・俳優）
14. パルト小石（手品師〔ナポレオンズ〕）
15. 尾崎亜美（シンガーソングライター）
16. 宮﨑香蓮（俳優・タレント）
17. 嗣永桃子（歌手〔カントリー・ガールズ〕・タレント）
18. 戸田奈津子（映画翻訳家）
19. Bitter＆Sweet（シンガーソングライターデュオ）
20. 井上ヨシマサ（シンガーソングライター）
21. 二宮さよ子（俳優）

## 関連番組
- クリス松村の「いい音楽あります。」（アール・エフ・ラジオ日本） - 日曜日の同時間帯に放送される番組